# Historia A.C. Milan (1950–1979)

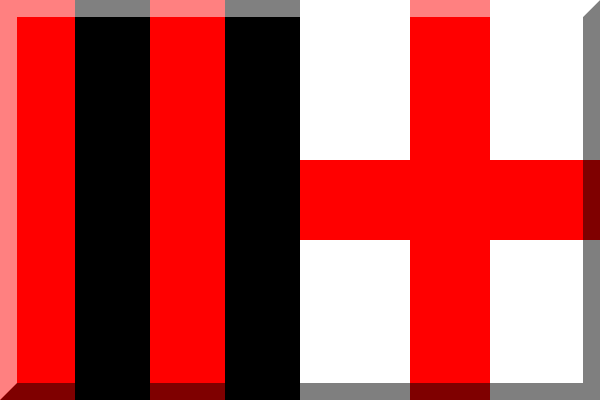
Klubowe barwy Milanu

Historia włoskiego klubu piłkarskiego A.C. Milan w latach 1950-1979.

## Historia Milanu 1950-1979

### Wspaniałe lata 50. (1950-1961)
| W sezonie 1950/51 Milan poniósł zaledwie 4 porażki. Klub bił rekordy strzeleckie, wygrywając m.in. z Novarą 9:2, Atalantą 7:4 czy US Palermo 9:0. Nordahl po raz drugi (34 gole) został najlepszym strzelcem. 10 czerwca 1951 r., mimo przegranego meczu z S.S. Lazio 1:2, Milan po raz czwarty w historii zapewnił sobie tytuł mistrza Włoch. \| Mistrzowski skład Milanu 1951: Lorenzo Buffon, Giovanni Rossetti - Carlo Alfonso Belloni, Andrea Bonomi - Carlo Annovazzi, Mario Foglia, Benigno De Grandi, Luciano Carnier, Omero Tognon, Nils Liedholm, Gunnar Gren - Aurelio Santagostino, Gunnar Nordhal, Albano Vicariotto, Gunnar Nordahl, Renzo Burini, Mario Renosto, Arturo Silvestri \| Dokładnie 2 tygodnie później rossoneri wygrali na San Siro w finale Pucharu Łacińskiego z Lille OSC 5:0. |
| Mistrzowski skład Milanu 1951: Lorenzo Buffon, Giovanni Rossetti - Carlo Alfonso Belloni, Andrea Bonomi - Carlo Annovazzi, Mario Foglia, Benigno De Grandi, Luciano Carnier, Omero Tognon, Nils Liedholm, Gunnar Gren - Aurelio Santagostino, Gunnar Nordhal, Albano Vicariotto, Gunnar Nordahl, Renzo Burini, Mario Renosto, Arturo Silvestri |

| Finał Pucharu Łacińskiego 1951: Milan - Lille 5:0 (2:0) - Bramki: 1:0 Nordahl 32', 2:0 Burini 40', 3:0 Nordahl 57', 4:0 Nordahl 67', 5:0 Annovazzi 70' - Skład Milanu: L. Buffon - Silvestri, Bonomi - Annovazzi, Tognon, De Grandi - Burini, Gren, Nordahl, Lienholm, Vicariotto |

#### Sezon 1951/52
9 września 1951 r., w pierwszej kolejce następnego sezonu (wyjazdowy mecz z Novarą), Milan po raz pierwszy zagrał ze scudetto na koszulkach. W drużynie nie nastąpiło wiele zmian. Milan nadal grał bardzo dobrze (na własnym boisku nie przegrał ani jednego meczu), jednak w końcowej tabeli dał się wyprzedzić Juventusowi.

#### Sezon 1952/53
W sezonie 1952/53 Milan spadł na trzeci stopień podium, a Nordahl po raz trzeci (26 bramek) został królem strzelców. Dodatkowo rossoneri po raz drugi zagrali w finale Pucharu Łacińskiego, jednak tym razem przegrali ze Stade de Reims 0:3.

#### Sezon 1953/54
Z zespołu odeszli Gren, Burini i Annovazzi. Milan skończył sezon tak samo jak w poprzednim roku - trzecie miejsce i tytuł najlepszego strzelca dla Nordahla (tym razem 23 gole).

#### Sezon 1954/55
W 1954 roku prezydentem Milanu został Andrea Rizzoli. Do zespołu dołączył Juan Alberto Schiaffino, urugwajski mistrz świata sprzed czterech lat. W pierwszych 10 meczach Serie A Milan zdobył aż 19 punktów na 20 możliwych. Potem było nieco gorzej, ale Mediolańczycy wciąż prowadzili. Na 5 kolejek przed końcem rossoneri niespodziewanie przegrali 2:3 z Udinese Calcio, które zbliżyło się do nich na 2 punkty.
Jednak po zwycięstwach 4:2 z Lazio, 3:1 z Juventusem, 8:0 z Genoą i 6:0 ze Spal piąty tytuł mistrzowski Milanu stał się faktem. Nordahl strzelił 26 bramek, po raz piąty zostając królem strzelców, co do dziś jest włoskim rekordem wszech czasów. Po raz trzeci Milan wystartował także w Pucharze Łacińskim, zajmując w tych rozgrywkach trzecie miejsce.
| Mistrzowski skład Milanu 1955: Riccardo Toros, Lorenzo Buffon - Franco Pedroni, Cesare Maldini, Francesco Zagatti, Arturo Silvestri - Eros Beraldo, Mario Bergamaschi, Alessandro (Sandro) Vitali, Nils Liedholm, Juan Alberto Schiaffino, Alfio Fontana, Eduardo Ricagni, Omero Tognon - Amleto Frignani, Gunnar Nordahl, Valentino Valli, Leschly Jorgen Sorensen, Albano Vicariotto |

#### Sezon 1955/56
W sezonie 1955/56 klub po raz kolejny zmienił swą siedzibę - tym razem na via Andegari. Do przełomu doszło w Europie - europejska federacja (UEFA) postanowiła zorganizować pierwsze w historii zawody o Puchar Europy dla najlepszych drużyn krajowych. Milan, jako mistrz Włoch, również uzyskał prawo startu. 1 listopada 1955 r. zespół rozegrał swój pierwszy mecz w europejskich pucharach - niespodziewanie przegrywając na własnym boisku 3:4 z 1. FC Saarbrücken. Na wyjeździe Milan wygrał jednak 4:1 i awansował dalej. Ostatecznie dotarł aż do półfinału, gdzie został wyeliminowany przez późniejszego zwycięzcę, Real Madryt (2:4 i 2:1)
W lipcu Milan po raz drugi wygrał Puchar Łaciński po zwycięstwie w finale 3:1 z Athletic Bilbao. Mimo sukcesów pucharowych, w Serie A klub musiał uznać zdecydowaną wyższość Fiorentiny. Był to ostatni sezon w Milanie Nordahla, który przeszedł do zespołu Romy.
| W sezonie 1956/57 trenerem Milanu został Giuseppe "Gipo" Viani. Pod jego wodzą Milan zrewanżował się Fiorentinie za poprzednim sezon i wyprzedził rywala w tabela, zdobywając szósty tytuł mistrza Włoch. Od sezonu 1947/48 aż do 1956/57 włącznie Milan kończył rozgrywki w Serie A zawsze na podium. \| Mistrzowski skład Milanu 1957: Lorenzo Buffon, Narciso Soldan - Arturo Silvestri, Francesco Zagatti, Luigi Radice, Cesare Maldini - Eduardo Ricagni, Mario Bergamaschi, Nils Liedholm, Eros Beraldo, Per Bredesen, Juan Alberto Schiaffino, Luigi Zannier, Osvaldo Bagnoli, Cesare Reina, Alfio Fontana - Carlo Galli, Ernesto Bernardo Tito Cucchiaroni, Amos Mariani, Emiliano Farina, Giovanni (Gianni) Meanti, Gastone Bean \| |
| Mistrzowski skład Milanu 1957: Lorenzo Buffon, Narciso Soldan - Arturo Silvestri, Francesco Zagatti, Luigi Radice, Cesare Maldini - Eduardo Ricagni, Mario Bergamaschi, Nils Liedholm, Eros Beraldo, Per Bredesen, Juan Alberto Schiaffino, Luigi Zannier, Osvaldo Bagnoli, Cesare Reina, Alfio Fontana - Carlo Galli, Ernesto Bernardo Tito Cucchiaroni, Amos Mariani, Emiliano Farina, Giovanni (Gianni) Meanti, Gastone Bean |

#### Sezon 1957/58
Sezon 1957/58 to zaskakująco słaba postawa mistrzów. Wyrównana dolna część tabeli spowodowała, że Milan przez dłuższy czas walczył o utrzymanie. Ostatecznie zajął dziewiąta pozycję, mając zaledwie 4 punkty przewagi nad strefą spadkową. We wznowionych po 15 latach rozgrywkach Pucharu Włoch zespół wygrał grupę eliminacyjną, po czym odpadł w 1/4 finału z Bolonią.
Nieporównywalnie lepiej Milan grał za to w Pucharze Europy. Po problemach w 1. rundzie z Rapidem Wiedeń (awans po dodatkowym meczu) rossoneri bez większych problemów awansowali aż do finału, w którym mieli się zmierzyć z dwukrotnym - i jedynym dotychczas - zdobywcą tego trofeum, Realem Madryt. Milan przegrał decydujący mecz 2:3, ale dopiero po dogrywce, w drugiej połowie spotkania nawet dwukrotnie obejmując prowadzenie, dość niespodziewanie stawiając wysokie wymagania powszechnemu faworytowi.

#### Sezon 1958/59
W sezonie 1958/59 zawodnikiem Milanu został José Altafini, aktualny mistrz świata z reprezentacją Brazylii. Zespół przez długi czas walczył o pierwsze miejsce w lidze z Fiorentiną. Milan objął prowadzenie po kluczowym meczu w 27. kolejce, wygrywając we Florencji 3:1 i nie oddał go już do końca. W ten sposób klub zdobył siódme już mistrzostwo kraju.
| Mistrzowski skład Milanu 1959: Narciso Soldan, Lorenzo Buffon, Bruno Ducati - Sandro Salvadore, Cesare Maldini, Francesco Zagatti, Luigi Radice, Mario Trebbi - Nils Liedholm, Eros Beraldo, Juan Alberto Schiaffino, Cesare Reina, Vincenzo Occhetta, Giancarlo Migliavacca, Giancarlo Bacci, Alfio Fontana, Ernesto Grillo - José Altafini, Vittorino Mantovani, Carlo Galli, Paolo Ferrario, Gastone Bean, Giancarlo Danova |

#### Sezon 1959/60
Do Milanu przeszedł Giorgio Ghezzi, bramkarz, były gracz Interu. Zespół grał w słabiej niż w poprzednim sezonie, udało mu się jednak zająć trzecie miejsce. Jednym z nielicznych spotkań stojących na naprawdę wysokim poziomie był mecz z marca 1960 r., kiedy to Milan w derbach Mediolanu pokonał Inter 5:3 po m.in. 4 golach zdobytych przez Altafiniego. Natomiast w meczach Pucharu Europy zespół odpadł już w 1/8 finału, ponosząc wysokie porażki z Barceloną (0:2 i 1:5).

#### Sezon 1960/61
Sezon 1960/61 Milan zakończył drugą pozycją w Serie A. Po 12 latach gry kapitan zespołu Nils Liedholm zakończył karierę. Do drużyny natomiast wprowadził się siedemnastoletni Gianni Rivera, przyszły lider włoskiej reprezentacji, kupiony za astronomiczną wówczas kwotę 200 tysięcy dolarów.

### Epoka Nereo Rocco i lata 70. (1961-1979)
| Przed rozpoczęciem sezonu do Milanu przybył Nereo Rocco (El Paron) - pierwszy trener który zaczął stosować na szeroką skalę styl catenaccio - i zaczął budować nową drużynę. Nowym nabytkiem klubu został Anglik Jimmy Greaves, z którym wiązano wielkie nadzieje. Nie potrafił się on jednak wkomponować w zespół, a Milan zaczął tracić punkty. W tej sytuacji został przeprowadzony transfer Brazylijczyka Dino Saniego. Z Sanim w składzie Milan stracił w rundzie rewanżowej zaledwie 3 punkty i zdobył kolejne, ósme już, mistrzostwo Włoch. Dodatkowo Altafini wywalczył tytuł króla strzelców. \| Mistrzowski skład Milanu 1962: Giorgio Ghezzi, Mario Liberalato, Luciano Alfieri - Francesco Zagatti, Mario Trebbi, Antonio Pasinato, Luigi Radice, Sandro Salvadore, Cesare Maldini - Dino Sani, Giuseppe Redaelli, Giovanni Trapattoni, Mario David, Gino Pivatelli, Sergio Tenente, Ambrogio Pelagalli - Emanuele Del Vecchio, Paolo Barison, Oliviero Conti, Alcides Edgardo Ghiggia, José Altafini, Giovanni Lodetti, Giancarlo Danova, Paolo Ferrario, James Peter Greaves, Orlando Rozzoni, Bruno Beretti, Gianni Rivera \| |
| Mistrzowski skład Milanu 1962: Giorgio Ghezzi, Mario Liberalato, Luciano Alfieri - Francesco Zagatti, Mario Trebbi, Antonio Pasinato, Luigi Radice, Sandro Salvadore, Cesare Maldini - Dino Sani, Giuseppe Redaelli, Giovanni Trapattoni, Mario David, Gino Pivatelli, Sergio Tenente, Ambrogio Pelagalli - Emanuele Del Vecchio, Paolo Barison, Oliviero Conti, Alcides Edgardo Ghiggia, José Altafini, Giovanni Lodetti, Giancarlo Danova, Paolo Ferrario, James Peter Greaves, Orlando Rozzoni, Bruno Beretti, Gianni Rivera |

| Finał Pucharu Europy 1963: Milan - Benfica 2:1 (0:1) - Bramki: 0:1 Eusebio 19', 1:1 Altafini 58', 2:1 Altafini 70' - Skład Milanu: [1] Ghezzi - [2] David, [3] Trebbi, [4] V. M. Benitez, [5] C. Maldini (kapitan), [6] Trapattoni - [8] Sani, [10] Rivera - [7] Pivatelli, [9] Altafini, [11] Mora |

#### Sezon 1962/63
W sezonie 1962/63 Milan zajął trzecią pozycję. Głównym celem zespołu był jak najlepszy start w Pucharze Europy. Mediolański klub bez większych problemów przechodził przez kolejne rundy, aż do finału. Na stadionie Wembley przeciwnikiem Milanu była SL Benfica, która wygrała poprzednio główne europejskie trofeum dwa razy z rzędu.
Do przerwy, zgodnie z oczekiwaniami, obrońcy trofeum prowadzili 1:0. Jednak w drugiej połowie atak Milanu i 2 bramki José Altafiniego spowodowały, że po raz pierwszy w historii włoski klub sięgnął po Puchar Europy. Kapitanem zwycięskiego zespołu był Cesare Maldini.
W roku 1963 ze stanowiska prezydenta klubu odszedł Andrea Rizzoli, zastąpiony przez Felice Rivę. Trenerem, wskutek nieporozumień z menedżerem klubu Vianim, przestał być również Nereo Rocco.

#### Sezon 1963/64
W swoim pierwszym występie o Puchar Interkontynentalny - nieoficjalne klubowe mistrzostwo świata - Milan uległ po trójmeczu-horrorze z Santosem FC (z Pelé w składzie) 4:2, 2:4, 0:1. Szczególnie drugi mecz wywołał ogromne emocje. Włosi w Brazylii prowadzili już 2:0, by stracić 4 gole. W decydującym meczu Milan stracił bramkę z kontrowersyjnego rzutu karnego.
Milan jako obrońca trofeum wystartował w Pucharze Europy, jednak nie odniósł sukcesu, odpadając w ćwierćfinale z Realem Madryt. Nie do końca satysfakcjonujące wyniku spowodowały konflikty w klubie. Ich efektem było zwolnienie trenera Luisa Carnigli, którego zastąpił Liedholm. W Serie A Milan zajął trzecie miejsce.

#### Sezon 1964/65
Sezon 1964/65 rozpoczął się konfliktem Altafiniego z władzami klubu w sprawie nowego kontraktu. Ostatecznie Brazylijczyk został u siebie. Mimo teoretycznego osłabienia Milan po 19. kolejkach miał aż 7 punktów przewagi nad Interem. W lutym Altafini niespodziewanie powrócił do składu zespołu. Niepokonany dotychczas Milan przegrał na San Siro z Vicenzą 0:1. Gwiazdorskie zachowanie Altafiniego spowodowało zepsucie atmosfery w zespole. Na 3 kolejki przed końcem Milan stracił prowadzenie na rzecz swoich mediolańskich sąsiadów i zakończył sezon na drugim miejscu.

#### Sezon 1965/66
Powyższe wydarzenia wpłynęły na postawę zespołu w kolejnym sezonie. We władzach klubu nastąpiło "trzęsienie ziemi". Praktycznie na wszystkich ważniejszych stanowiskach nastąpiły zmiany. Milan zajął dopiero siódmą pozycję w Serie A. Rossoneri wystartowali również w Pucharze Miast Targowych (dzisiejszy Puchar UEFA), jednak odpadli w 1/8 finału w dość nietypowych okolicznościach. Najpierw po 3 meczach i losowaniu wyeliminowali Racing Strasbourg, potem, również po 3 meczach, CUF Barreiro. W kolejnej rundzie znowu 3 mecze (z Chelsea F.C.), i kolejne losowanie. Tym razem Milan nie miał już szczęścia.

#### Sezon 1966/67
W sezonie 1966/67 sytuacja w klubie, pod przewodnictwem Luigiego Carraro, nieco się uspokoiła. Z zespołu odszedł do Torino FC, po 12 latach gry, Cesare Maldini. Milan zajął ósmą pozycję w lidze, ale za to po raz pierwszy w swojej historii sięgnął po Puchar Włoch. W finałowym meczu w Rzymie Mediolańczycy pokonali 1:0 Padovę. W roku 1966 Milan wystartował również w Pucharze Mitropa, jednak bez powodzenia.

#### Sezon 1967/68
Fotel prezydenta klubu, po śmierci Luigiego Carraro, przejął jego syn, Franco. Do Milanu powrócił po kilku latach Nereo Rocco. Jego przybycie odmieniło zespół. Milan zaczął grać znakomicie. W Serie A (po raz pierwszy po wojnie z udziałem 16 zespołów) poniósł zaledwie 2 porażki, kończąc sezon dziewiątym tytułem mistrzów Włoch (aż 9 punktów przewagi nad SSC Napoli) i tytułem króla strzelców zdobytym przez Pierino Pratiego (15 goli).

| Mistrzowski skład Milanu 1968: Pierangelo Belli, Fabio Cudicini, Villiam Vecchi - Bruno Baveni, Nello Santin, Karl-Heinz Schnellinger - Massimo Giacomini, Saul Malatrasi, Giovanni Trapattoni, Nevio Scala, Roberto Rosato, Angelo Anquilletti, Bruno Mora, Giorgio Rognoni - Kurt Hamrin, Pierino Prati, Angelo Benedicto Sormani, Lino Golin, Giovanni Lodetti, Antonio Valentin Angelillo, Gianni Rivera |

W Pucharze Włoch Milan był blisko obrony trofeum. Po awansie do czterozespołowej grupy finałowej zespół walczył w niej do ostatniej kolejki, ostatecznie dając się wyprzedzić jedynie zespołowi Torino FC.
W tymże sezonie Milan po raz pierwszy wystartował w Pucharze Zdobywców Pucharów. Zespół po ciężkich meczach wywalczył awans do finału, nie ponosząc jednak ani jednej porażki (3 zwycięstwa i 6 remisów). W meczu finałowym w Rotterdamie Milan wygrał z Hamburger SV 2:0 po dwóch golach Kurta Hamrina w pierwszej połowie.
Start w Pucharze Zdobywców Pucharów okazał się wielkim sukcesem. W finale w Rotterdamie Włosi nie dali szans Hamburgerowi SV wygrywając 2:0.
| Finał Pucharu Zdobywców Pucharów 1968: Milan - Hamburger SV 2:0 (2:0) - Bramki: 1:0 Hamrin 3', 2:0 Hamrin 19' - Skład Milanu: Cudicini - Anquilletti, Schnellinger, Rosato, Scala - Trapattoni, Lodetti - Hamrin, Sormani, Rivera, Prati |

Czterech zawodników Milanu znalazło się w reprezentacji Włoch, która zdobyła na Mistrzostwach Europy rozgrywanych latem we Włoszech złoty medal.

#### Sezon 1968/69
W sezonie 1968/69 Milan przez długi czas walczył w obronie tytułu mistrzowskiego z Fiorentiną i Cagliari Calcio. Walka w Pucharze Europy kosztowała jednak zespół sporo sił i ostatecznie Mediolańczycy uplasowali się na trzeciej pozycji.
W europejskich pucharach Milan grał ze zmiennym szczęściem, jednak eliminował kolejnych rywali, docierając do wielkiego finału w Madrycie. Rywalem miał być znakomity zespół Ajaksu Amsterdam (z Johanem Cruyffem w składzie). 28 maja 1969 r. Milan zagrał jeden z najlepszych meczów w swojej historii, pokonując faworytów aż 4:1. Hattrickiem popisał się Pierino Prati. W ten sposób, po 6 latach, najważniejsze klubowe trofeum w Europie powróciło do Milanu.
| Finał Pucharu Europy 1969: Milan - AFC Ajax 4:1 (2:0) - Bramki: 1:0 Prati 7', 2:0 Prati 40', 2:1 Vasovic 60' (k.), 3:1 Sormani 67', 4:1 Prati 75' - Skład Milanu: [1] Cudicini - [2] Anquilletti, [3] Schnellinger, [4] Rosato, [5] Malatrasi - [6] Trappattoni, [7] Hamrin, [8] Lodetti, [9] Sormani - [10] Rivera (kapitan), [11] Prati |

Po tym triumfie kapitan drużyny - Gianni Rivera - zdobył Złotą Piłkę, nagrodę dla najlepszego piłkarza Europy w roku 1969 (jako pierwszy Włoch w historii tej prestiżowej nagrody). Bambino d'Oro podczas 19 lat gry w Milanie rozegrał 658 meczów i strzelił w nich 164 gole.

#### Sezon 1969/70
W październiku Milan po raz kolejny zagrał o Puchar Interkontynentalny. Przeciwnikiem – argentyński Estudiantes La Plata. Po zaciętych i brutalnych meczach (3:0 na San Siro i 1:2 w Buenos Aires) rossoneri zdobyli trofeum i mogli ogłosić się najlepszą drużyną świata. Walka toczyła się do krwi, czego szczególnie doświadczył Néstor Combin, Francuz w barwach Milanu pochodzący z Argentyny.
W sezonie 1969/70 wyniki nie były już tak dobre - dopiero czwarte miejsce Milanu w Serie A, w Pucharze Włoch rossoneri nie wyszli nawet z grupy eliminacyjnej dając się wyprzedzić zespołowi z Serie B - Varese. Natomiast w Pucharze Europy obrońcy trofeum odpadli w 1/8 finału z Feyenoordem, który wygrał później całe rozgrywki.

#### Sezon 1970/71
Milan spisywał się lepiej niż w poprzednim sezonie. W połowie rozgrywek ligowych mediolański zespół nawet prowadził, ale w drugiej części sezonu został wyprzedzony przez Inter. Również w Pucharze Włoch niewiele brakowalo do zwycięstwa - Milan przegrał baraż z Torino (w grupie finałowej oba zespoły uzyskały po 7 punktów) po rzutach karnych.

#### Sezon 1971/72
W sezonie 1971/72 prezydentem Milanu został Federico Sordillo. Do Varese, po 13 latach gry w Mediolanie, odszedł Giovanni Trapattoni. W klubie pojawiło się kilku obiecujących graczy, w tym Alberto Bigon.
Całkiem niezły sezon w wykonaniu Milanu zakończył się wicemistrzostwem Włoch (jeden punkt za Juventusem). W lipcu 1972 r. rossoneri zakwalifikowali się do finałowego spotkania Coppa Italia. Na Stadionie Olimpijskim w Rzymie pokonali zespół Napoli 2:0 i zdobyli to trofeum po raz drugi w historii klubu.
Milan zagrał też w Pucharze UEFA. Po wyeliminowaniu czterech kolejnych rywali, w półfinale trafił na Tottenham Hotspur. Po zaciętych spotkaniach Milan odpadł, uzyskując z późniejszym triumfatorem rozgrywek wyniki 1:2 i 1:1.

#### Sezon 1972/73
Jeszcze lepiej niż w poprzednim sezonie Milan grał w Pucharze Zdobywców Pucharów. Do meczu finałowego dotarł nie ponosząc ani jednej porażki. 16 maja 1973 r. w Salonikach pokonał w finale Leeds United 1:0 po bramce na początku meczu Chiarugiego, zdobywając swoje drugie w historii trofeum dla zdobywców krajowych pucharów.
| Finał Pucharu Zdobywców Pucharów 1973: Milan - Leeds United 1:0 (1:0) - Bramki: 1:0 Chiarugi 3' - Skład Milanu: Vecchi - Sabadini, Zignoli, Anquilletti, Turone - Rosato (Dolci), Rivera, Benetti - Sogliano, Bigon, Chiarugi |

Sezon 1972/73 w Serie A był dla Milanu jednym z najdramatyczniejszych w historii. Na kolejkę przed końcem rossoneri mieli punkt przewagi nad S.S. Lazio i Juventusem. W ostatnim meczu, 4 dni po europejskim finale, Milan miał zagrać na wyjeździe z Weroną. Mimo prośby o przełożenie meczu, federacja nakazała rozegrać go w terminie. Zmęczony zespół Milanu, wspierany przez tysiące kibiców, którzy przyjechali świętować historyczny tytuł, przegrał aż 3:5. Na 3 minuty przed końcem Juventus strzelił zwycięską bramkę w meczu z Romą i mistrzostwo pojechało do Turynu. Na pocieszenie Gianni Rivera został, z 17 bramkami, królem strzelców.
1 lipca Milan zakończył sezon zwycięskim meczem finałowym Pucharu Włoch. Broniący trofeum Mediolańczycy zrewanżowali się nowym mistrzom Italii, remisując w Rzymie 1:1 i wygrywając w rzutach karnych 5-2.

#### Sezon 1973/74
Milan powrócił do środka tabeli ligi włoskiej. Słabe wyniki spowodowały kilkukrotną zmianę na stanowisku trenera. Zespół zakończył rozgrywki Serie A dopiero na siódmej pozycji. W styczniu 1974 r. Milan zagrał dwumecz z Ajaxem o Superpuchar Europy. Po zwycięstwie u siebie 1:0 rossoneri ponieśli klęskę w Amsterdamie przegrywając 0:6.
Jedynym pozytywnym akcentem sezonu była gra w obronie europejskiego trofeum. Milan po raz drugi z rzędu awansował do finału, jednak w decydującym meczu w Rotterdamie niespodziewanie uległ zespołowi z NRD 1. FC Magdeburg, przegrywając 0:2.

#### Sezon 1974/75
Również sezon 1974/75 był w wykonaniu Milanu przeciętny. Karierę zakończył Schnellinger, który był w tamtym czasie jedynym obcokrajowcem w zespole. Piąte miejsce w Serie A dało Milanowi awans do przyszłorocznego Pucharu UEFA. Nieco lepsza gra w Pucharze Włoch dała miejsce w finale, ale Mediolańczycy przegrali w nim z Fiorentiną 2:3.

#### Sezon 1975/76
W sezonie 1975/76 po raz kolejny do Milanu powrócił Nereo Rocco, który razem z Giovannim Trapattonim stworzył do końca sezonu trenerski duet. Zespół powrócił na podium Serie A, zajmując trzecią pozycję. W Pucharze UEFA rossoneri zostali wyeliminowani w ćwierćfinale przez Club Brugge.

#### Sezon 1976/77
Kolejny rok (przejście z drużyny juniorskiej Fulvio Collovatiego) stał pod znakiem fatalnej gry Milanu. W połowie rozgrywek zespół plasował się na dwunastej pozycji. W tej sytuacji po raz trzeci już wrócił Nereo Rocco, aby podjąć próbę ratowania klubu. Jednak gra Milanu nie poprawiła się i na 2 kolejki przed końcem rossoneri mieli już tylko 2 punkty przewagi nad strefą spadkową.
W przedostatniej kolejce rywalem Milanu był zespół Catanzaro, będący o jedną pozycję w tabeli niżej. Mecz miał zadecydować o utrzymaniu w Serie A. Milan z problemami wygrał mecz 3:2 i uniknął w ten sposób degradacji.
Na koniec sezonu rossoneri zagrali w grupie półfinałowej Pucharu Włoch (po awansie z grupy eliminacyjnej jedną zdobytą bramką, przed Atalantą BC). Milan, po utrzymaniu się w lidze, odzyskał spokój w grze i pewnie awansował do finału, uzyskując 11 punktów na 12 możliwych. W meczu finałowym zespół pokonał w derbowym meczu Inter 2:0, wygrywając Coppa Italia po raz czwarty i "ratując" w ten sposób sezon.

#### Sezon 1977/78
Sezon 1977/78 nie przyniósł ani wielkich osiągnięć, ani klęsk. Milan zajął w lidze czwarte miejsce, a w Pucharze Włoch różnicą bramek przegrał awans do finału z SSC Napoli. 23 kwietnia 1978 r. pierwszy mecz w Serie A rozegrał Franco Baresi, który w późniejszych latach stał się piłkarskim symbolem Milanu.
| Sezon 1978/79 był jednym z ważniejszych w historii klubu. Po raz pierwszy od kilku lat zespół był przez większość kolejek liderem ligi, tocząc zażartą walkę z drużyną Perugii. 6 maja 1979 r. Milan zremisował w przedostatniej kolejce z Bolonią 0:0, zapewniając sobie dziesiąty tytuł mistrzowski (mimo że Perugia nie przegrała ani jednego meczu w sezonie) oraz prawo do umieszczenia na koszulkach symbolicznej, złotej gwiazdki jako trzeci zespół w historii, po Juventusie i Interze. Sezon ten był ostatnim w karierze Gianniego Rivery, który jako pierwszy w historii Milanu rozegrał ponad 500 gier w tym zespole (658 spotkań). \| Mistrzowski skład Milanu 1979: Antonio Rigamonti, Enrico Albertosi - Franco Baresi, Aldo Maldera, Fulvio Collovati, Alberto Minoia, Aldo Bet, Simone Boldini - Walter De Vecchi, Ruben Buriani, Giorgio Morini, Giovanni (Gianni) Rivera, Fabio Capello - Stefano Chiodi, Walter Alfredo Novellino, Roberto Antonelli, Albertino Bigon, Giovanni Sartori \| Czytaj dalej >>> |
| Mistrzowski skład Milanu 1979: Antonio Rigamonti, Enrico Albertosi - Franco Baresi, Aldo Maldera, Fulvio Collovati, Alberto Minoia, Aldo Bet, Simone Boldini - Walter De Vecchi, Ruben Buriani, Giorgio Morini, Giovanni (Gianni) Rivera, Fabio Capello - Stefano Chiodi, Walter Alfredo Novellino, Roberto Antonelli, Albertino Bigon, Giovanni Sartori |